# Ieperse stadsbus
Het Ieperse stadsbusnet wordt geëxploiteerd door de De Lijn. Het stadsbusnetwerk kent één stadslijn. Het belangrijkste knooppunt van het stadsnet is Station Ieper. 

## Geschiedenis
Op 10 mei 2011 werd bekendgemaakt dat na lang onderhandelen met vervoermaatschappij "De Lijn", de stad Ieper een stadsbus zou krijgen. Deze stadsbus zou vanaf december 2011 gaan rijden. De bedoeling van deze lijn was om het aantal standaardbussen in het centrum te verminderen. Alle streekbussen, behalve lijn 95, zouden hierdoor niet langer meer over de Markt rijden.
In november kwam er verzet tegen de centrumbus, omdat door de plannen veel reizigers moeten overstappen. Volgens TreinTramBus is dit onnodig en kost het te veel extra tijd. Ongeveer 2/3 van de reizigers stapten uit op de Markt en moesten voortaan omreizen via het station.
Op 11 december 2011 ging de centrumbus voor het eerst rijden. De centrumbus werd gelijk een succes, waarbij maandelijks duizenden reizigers gebruikmaken van de lijn. Inwoners van Ieper konden een 10-rittenkaart kopen voor 5 euro, waaraan de lijn zijn succes te danken heeft.

## Wagenpark
Voor de centrumbus werd tot 2012 gebruikgemaakt van een minibus van het type VDL Procity, daarna werd een midibus van het type Jonckheere Transit ingezet. In 2019 verdwenen deze midibus en werd opnieuw met minibussen gereden. 

## Lijnenoverzicht
Er is één stadslijn. De centrumbus rijdt in een lus met vertrek en aankomst aan het station. Onderweg bedient ze vijf haltes, namelijk Oudstrijderslaan, Rijselpoort, Sint-Pieterskerk, Markt en Gevangenis. De centrumbus rijdt dagelijks om het kwartier en dit van circa 9 tot 16 u. Op de tijden dat de centrumbus niet rijdt, wordt de dienst overgenomen door lijn 95 Roeselare - Langemark - Ieper